# Ligabuesaurus
Ligabuesaurus é um gênero de dinossauro saurópode, membro da família Titanosauria. Foi um herbivoro que viveu durante o Cretáceo Inferior, onde hoje é a Argentina.
A espécie-tipo, Ligabuesaurus leanzai, foi descrita por Jose Bonaparte, Gonzalez Riga e Sebastián Apesteguía em 2006, com base em um esqueleto parcial.
O nome genérico, Ligabuesaurus, homenageia Giancarlo Ligabue, enquanto o nome específico, leanzai, homenageia o geólogo Dr. Héctor A. Leanza, que descobriu o esqueleto na Formação Lohan Cura.